# Wolfgang de Wittelsbach
Wolfgang de Wittelsbach o de Baviera (Múnic, 1 de novembre de 1451 - Landsberg am Lech, 24 de maig de 1514) de la casa de Wittelsbach fou el més jove dels fills del duc Albert III de Baviera-Múnic i d'Anna de Brunswick-Grubenhagen.
Wolfgang va ser destinat a la carrera eclesiàstica i, per tant, va viatjar el 1460 amb els seus germans Albert i Joan IV a Roma, on va ser presentat al papa Pius II, Nicolau de Cusa i altres cardenals.
Quan Albert va decidir participar en el govern després de la mort de Joan (1463), Wolfang li va donar suport. El 1465, amb 18 anys, Albert va començar a governar i el 1467 el seu germà Segimon de Wittelsbach va renunciar conservant un territori que fou Baviera-Dachau. El 1468 Albert va compensar Wolfang amb 2.400 florins i després, 3.000 florins l'any, durant dotze anys, a canvi de renunciar al govern conjunt. En un viatge a Itàlia, Wolfgang va visitar la seva germana Margarida a Màntua. Albert va anar a Roma i els dos germans van intentar sense èxit obtenir el capel cardenalici per Wolfgang, encara que l'emperador Frederic III i altres prínceps recolzaven el pla.
Mentrestant les coses amb un altre germà, Cristòfol, anaven de manera diferent. Encara que hi va renunciar ho va fer només per un any, i després per cinc anys demanant noves compensacions. El 1471 Albert va fer arrestar Cristòfol. Llavors Wolfang, alarmat, va fugir de Múnic i va escriure cartes a l'emperador Frederic, i a diversos prínceps, per guanyar suports per al seu germà empresonat. Fins i tot en una dieta a Ratisbona va demanar suport per Cristòfol, que va ser finalment alliberat després de disset mesos de presó, i forçat el 1475 a renunciar a la co-regència per deu anys. Cristòfol va obtenir llavors per a Wolfang una compensació de 4.000 florins anuals i el domini de Schwabegg. El 1486 va tractar d'assegurar al seu parent llunyà Joan del Palatinat-Mosbach, la cadira del bisbat de Regensburg.
Quan el rei Maximilià, fill de l'emperador Frederic, el 1488 va ser fet presoner pels súbdits rebels a Bruges, Wolfgang i Cristòfol van prendre part en la campanya per alliberar-lo. Wolfgang va ser nomenat per al consell del rei Maximilià i va entrar al servei de l'emperador.
El 1489, el conflicte entre l'actual duc Albert i els seus germans es va intensificar de nou. Wolfgang i Cristòfol foren exclosos de la successió de Baviera-Landshut-Ingolstadt en el cas que el duc Jordi de Wittelsbach morís sense hereus. La filla de l'emperador s'havia casat amb Albert en contra de la voluntat paterna, i Frederic en revenja va donar suport altre cop a la crida a un govern col·legiat i va designar a suggeriment de Wolfgang, a Felip del Palatinat com a l'àrbitre en la disputa entre els germans. Cristòfol va morir el 1493. Posteriorment el 1506 la llei de primogenitura dictada per Albert IV excloïa definitivament Wolfang i els seus descendents, si bé fou admès a la junta de tutela de Guillem IV de Wittelsbach (el fill d'Albert IV). Va morir el 24 de maig de 1514 i fou enterrat a Landsberg am Lech. Va deixar una filla il·legítima.